# Gabriel Berca
Gabriel Berca (n. 12 iunie 1968, Gorj, România) este un politician român.
Este absolvent al Universității Politehnica din București, Facultatea de Știința și Ingineria Materialelor Metalice.
A fost prefect al județului Bacău începând cu ianuarie 2005 și până în martie 2008, când a devenit șeful Secretariatului General al Guvernului (SGG), funcție ocupată până în decembrie 2008.
A fost ales senator pe lista PNL în alegerile din 2008.
În iunie 2010 Berca a demisionat din PNL și ulterior a fost numit președinte interimar al PDL Bacău.

## Condamnare penală
Gabriel Berca (PNL, PDL), fost ministru de Interne, a fost condamnat definitiv la doi ani de închisoare cu executare pentru trafic de influență, în 2017.